# Kihelkonna (plaats)
Kihelkonna (Duits: Kielkond) is een plaats in de Estlandse gemeente Saaremaa, provincie Saaremaa. De plaats heeft de status van groter dorp of ‘vlek’ (Estisch: alevik).
Tot in oktober 2017 was Kihelkonna de hoofdplaats van de gemeente Kihelkonna. In die maand ging de gemeente op in de fusiegemeente Saaremaa.

## Bevolking
Het dorp had 340 inwoners op 31 december 2011 en 344 inwoners op 31 december 2021.

## Ligging
Kihelkonna ligt aan de westkant van het eiland Saaremaa. De baai van de Oostzee waaraan Kihelkonna en de buurdorpen Rootsiküla en Abaja liggen, heet de Baai van Abaja. Op zijn beurt is deze baai een uitloper van de Baai van Kihelkonna. De Tugimaantee 78, de secundaire weg van Kuressaare naar Veeremäe, komt langs Kihelkonna.

## Geschiedenis
Kihelkonna ontstond rondom de kerk, die in de tweede helft van de 13e eeuw werd gebouwd en gewijd is aan de aartsengel Michaël. De kerk had oorspronkelijk geen spits; die is pas gebouwd op het eind van de 19e eeuw en diende tevens als baken voor het scheepvaartverkeer. Als enige kerk in Estland heeft deze Kihelkonna Mihkli kirik een losstaande klokkentoren. De kerk bediende een parochie die een groot deel van West-Saaremaa bestreek.
De plaats werd voor het eerst vermeld als haven Kulckon in 1627. Het gebied viel toen onder het landgoed van Rootsiküla. In 1824 liet de toenmalige eigenaar van het landgoed op het strand van Kihelkonna een sauna met modderbaden bouwen. Daarmee werd Kihelkonna Estlands eerste badplaats.
Van een nederzetting in de buurt van de kerk is pas sprake op het eind van de 19e eeuw. In 1930 werd het buurdorp Alutaguse bij Kihelkonna gevoegd. Tussen 1940 en 1977 heette het dorp Alevi. In 1977 kreeg het zijn oude naam terug en de status van vlek (alevik), die het voor 1940 ook had.

## Foto's

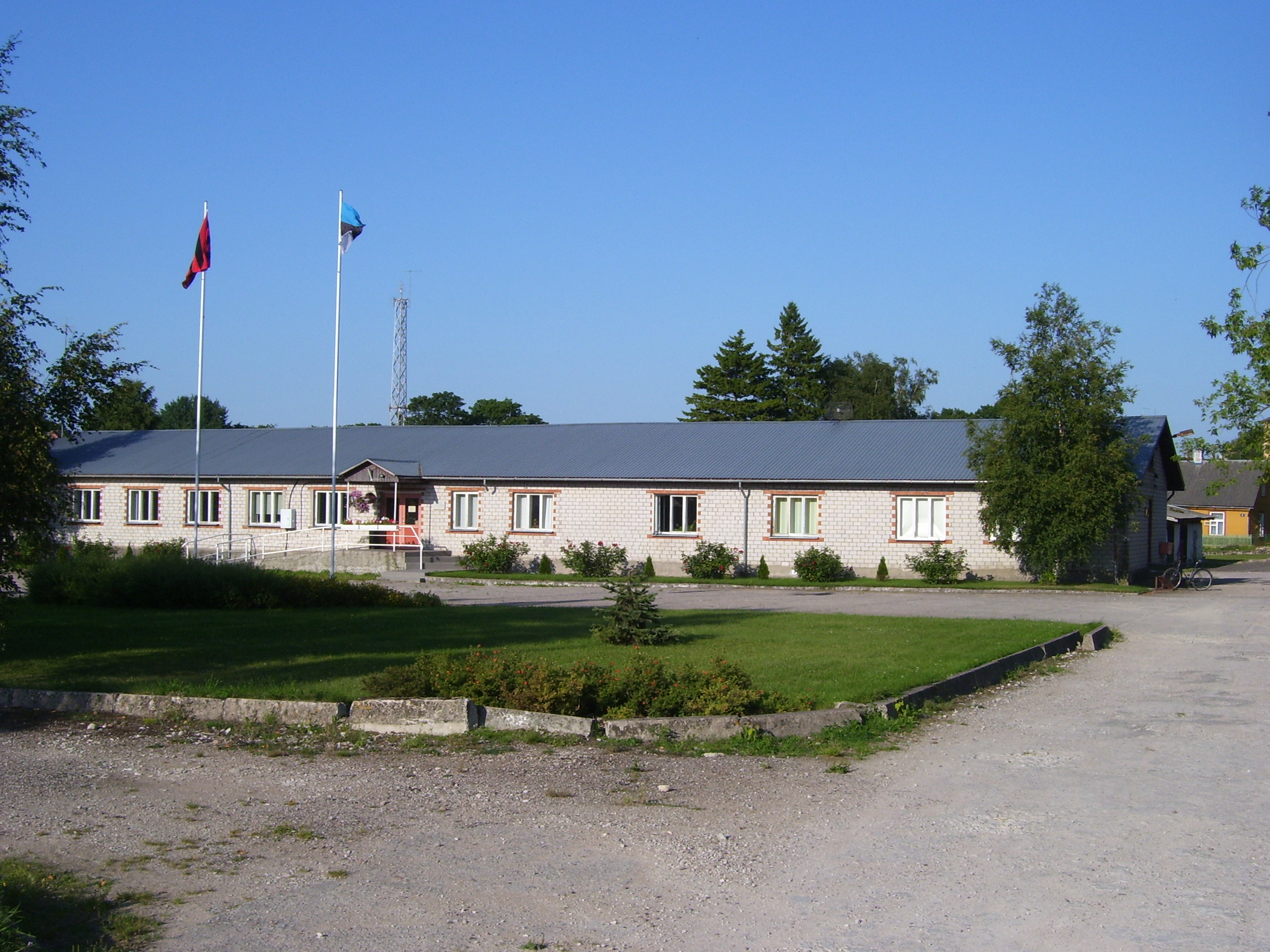
Het vroegere gemeentehuis
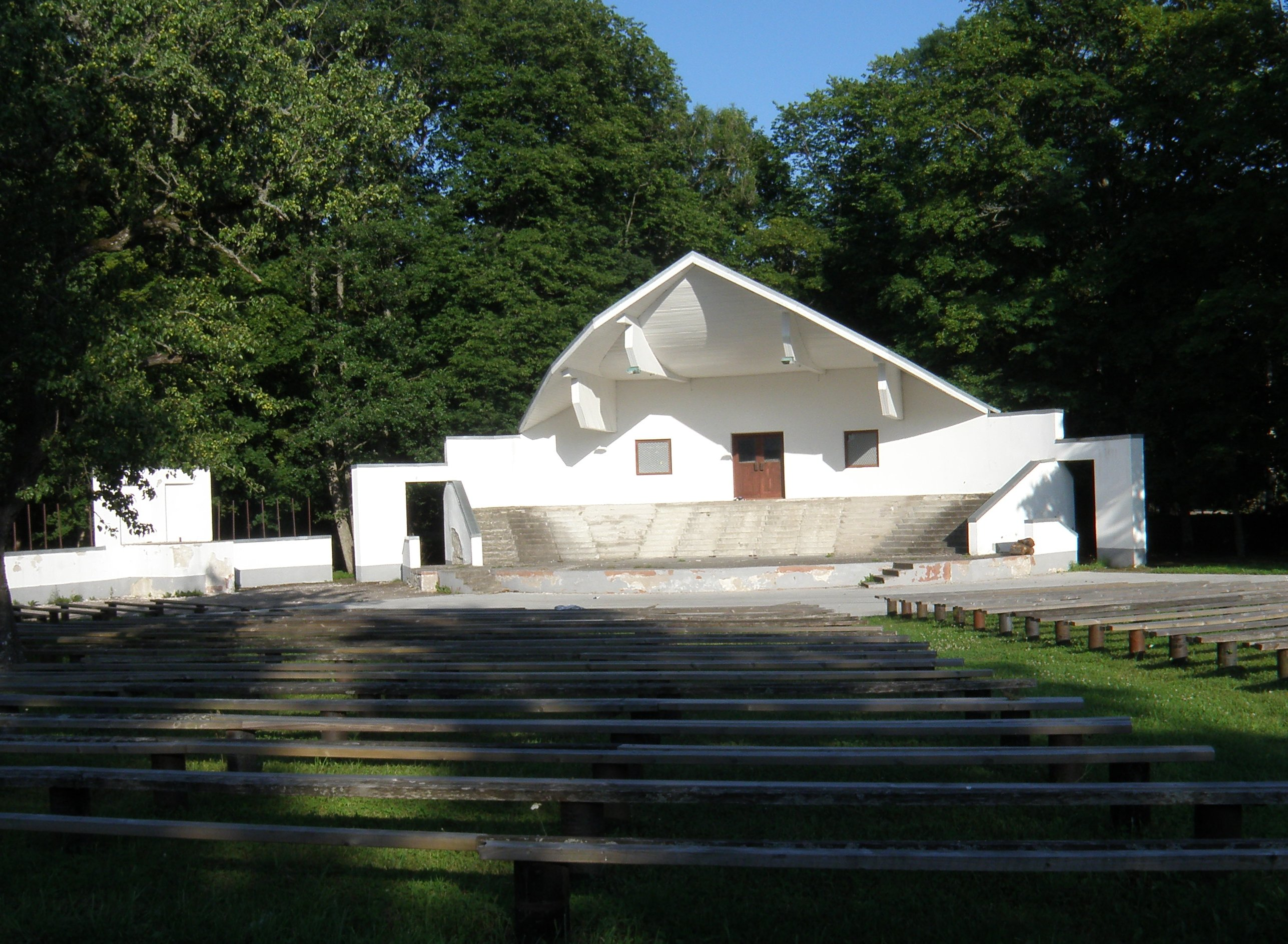
Zangstadion
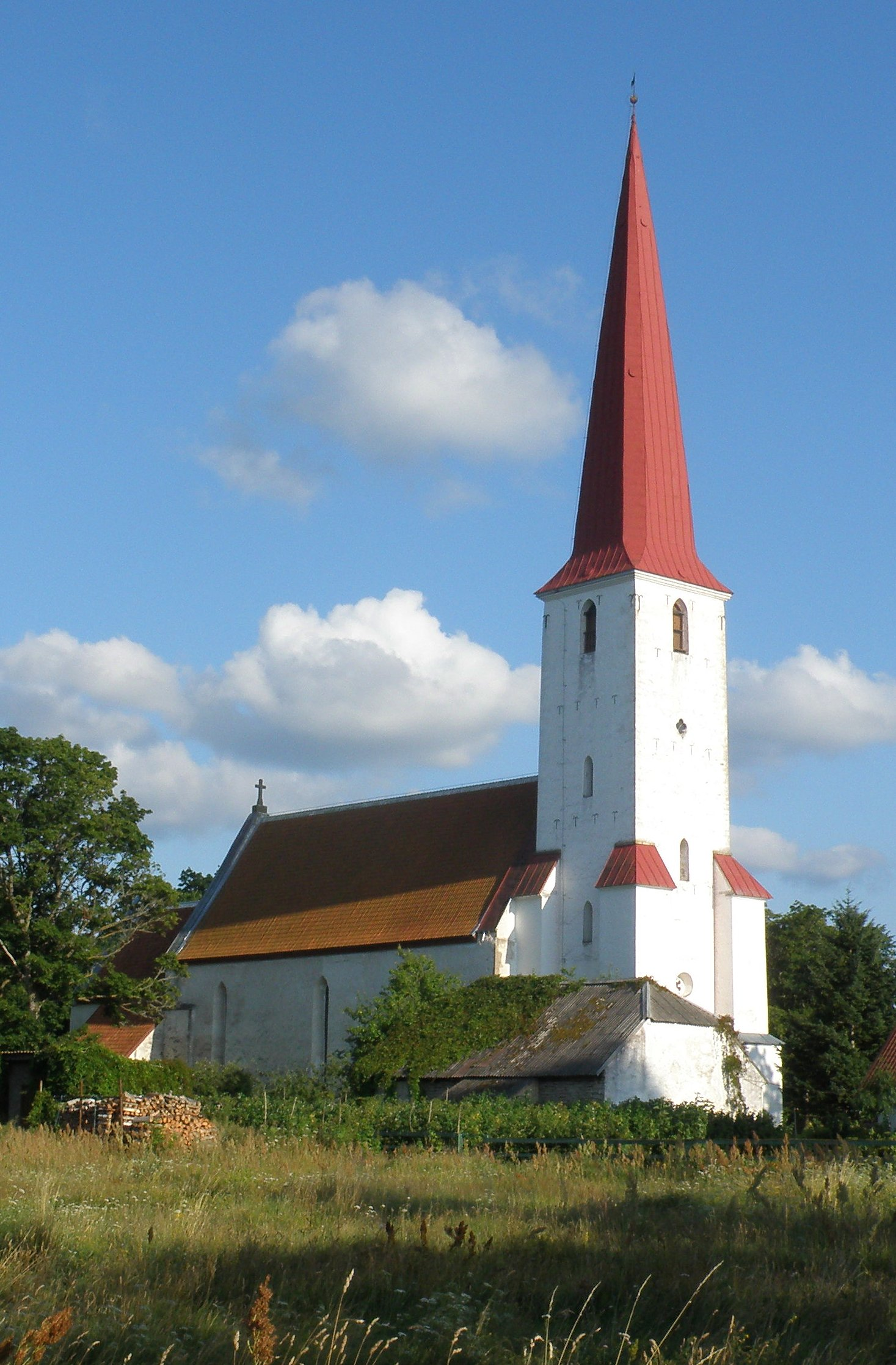
De kerk
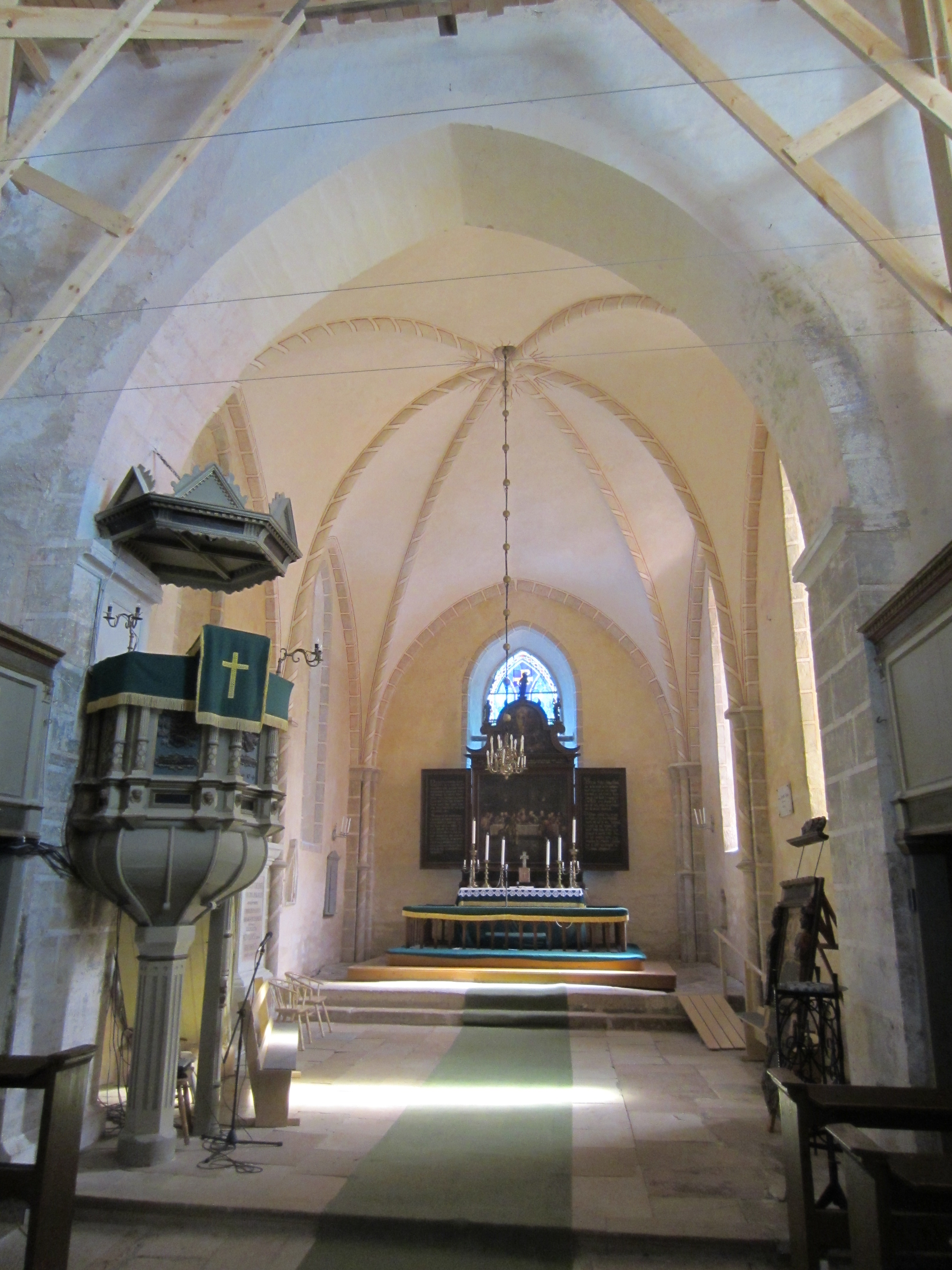
Interieur van de kerk
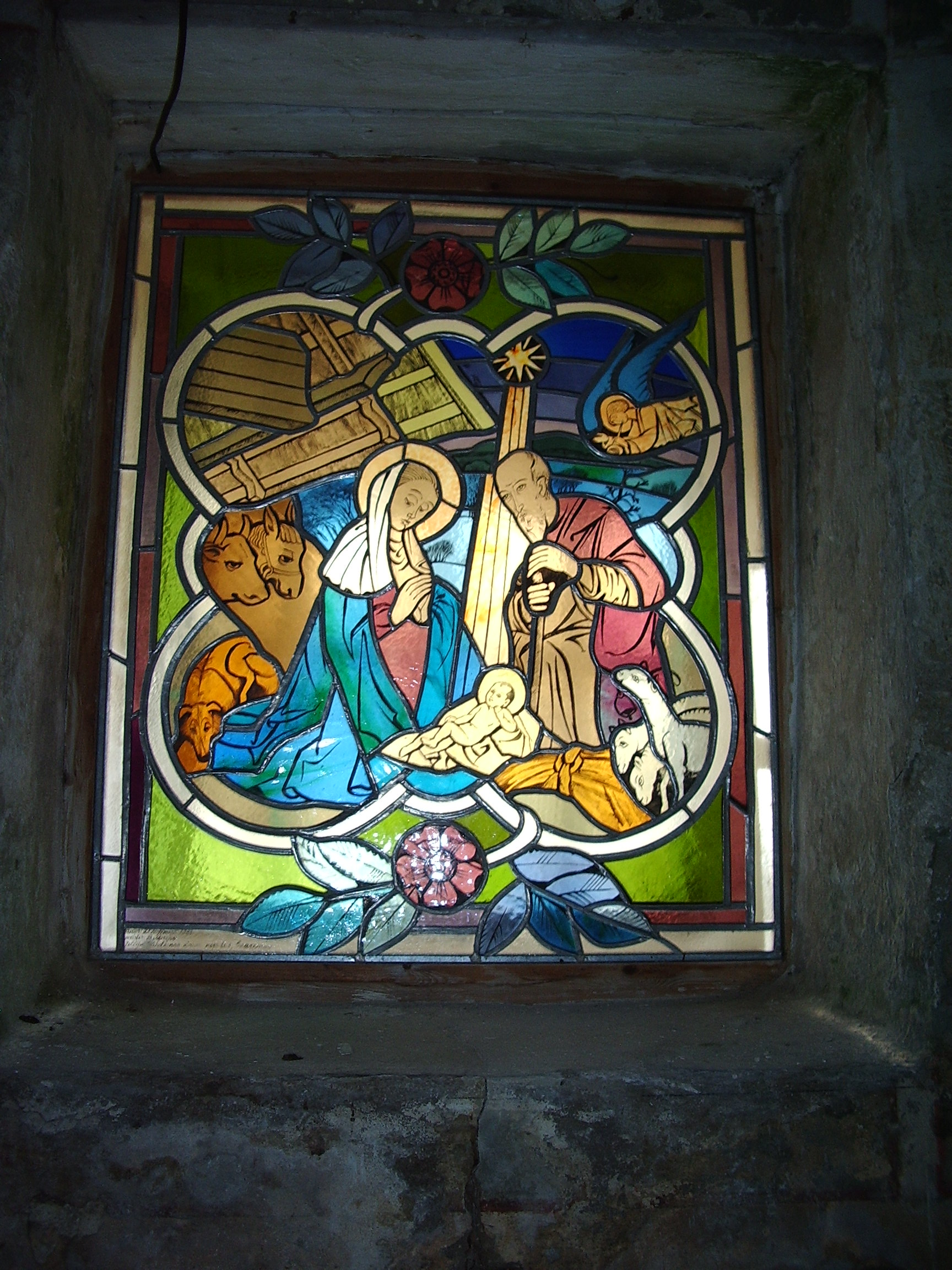
Glas-in-loodraam
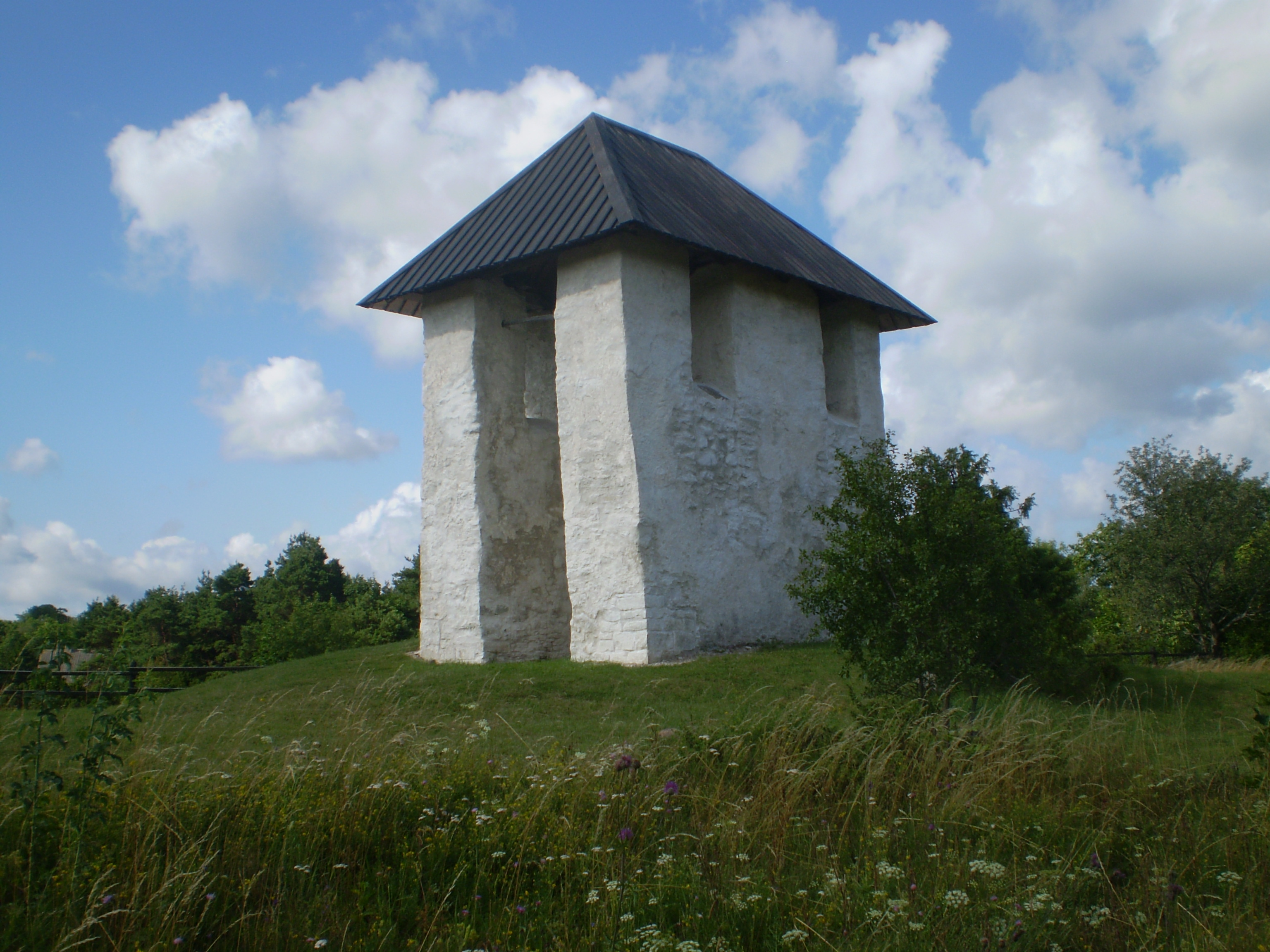
De klokkentoren
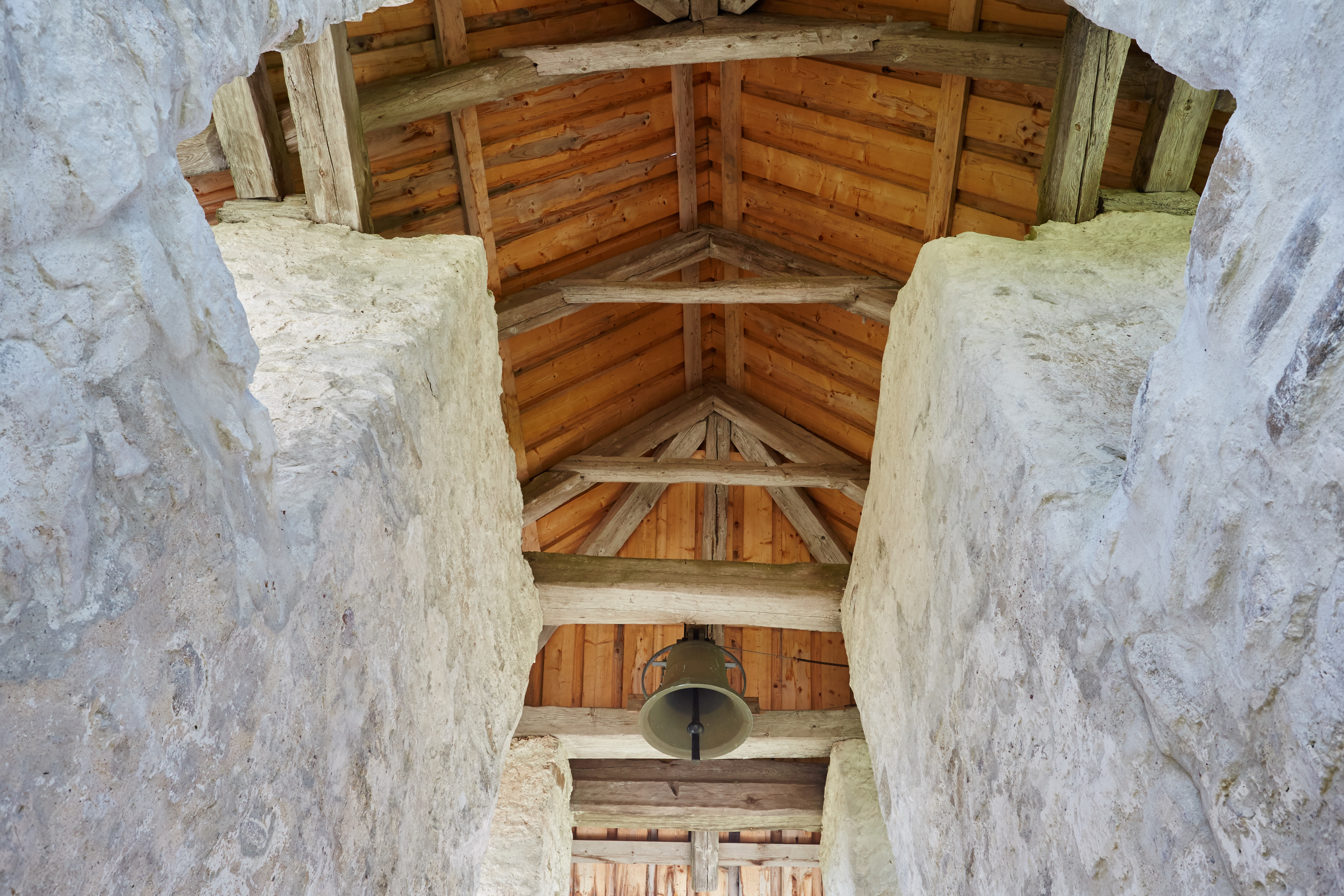
In de klokkentoren
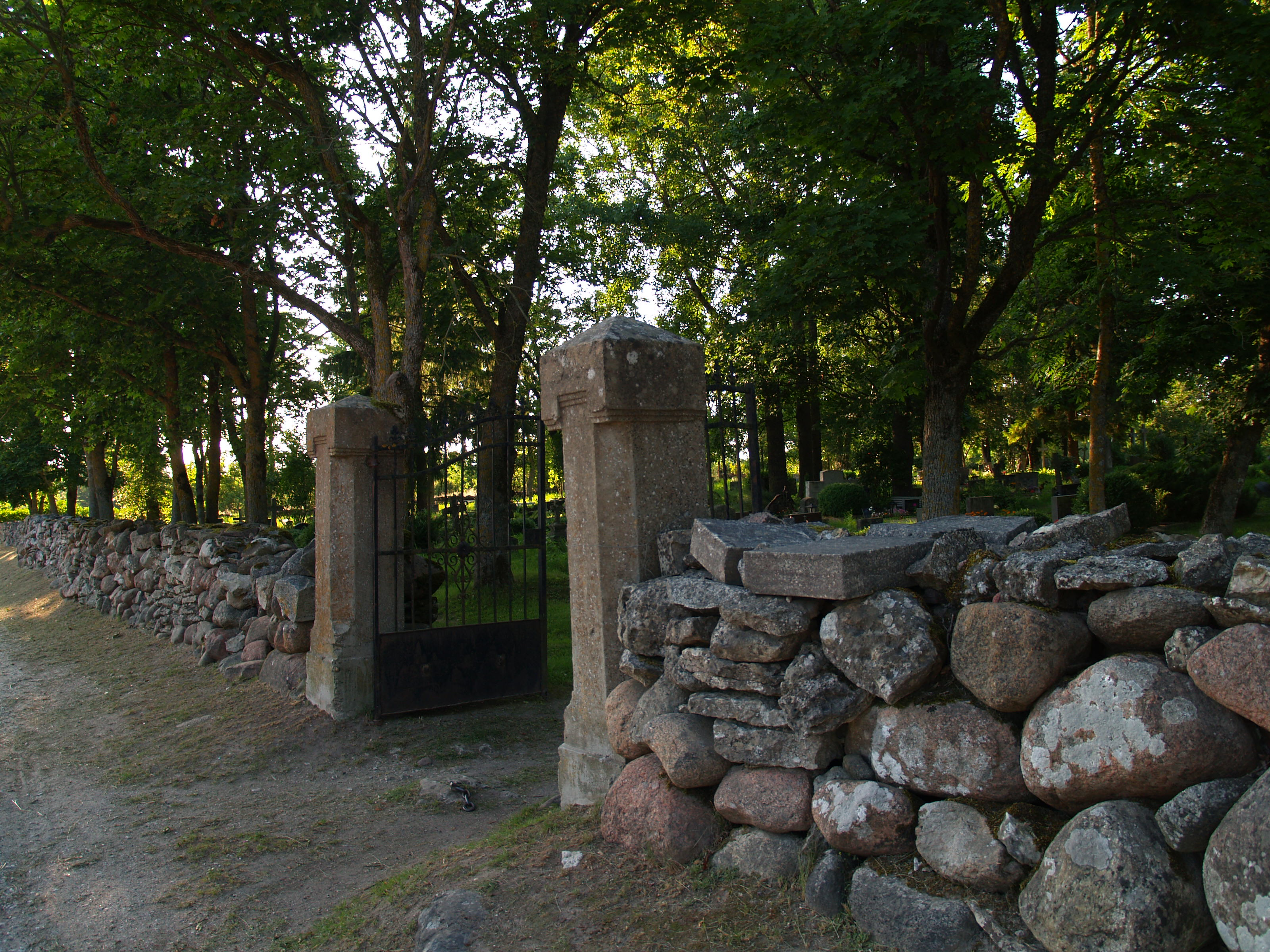
De muur van het kerkhof